# Bessvatnet
Bessvatnet est un lac situé dans les montagnes de Jotunheimen, dans le comté d'Oppland, au sud de la Norvège. Il est séparé du lac Gjende par une petite corniche rocheuse, faisant partie de Besseggen. La traversée de Besseggen est l'un des sentiers de randonnée les plus populaires de Norvège, et la vue combinée de Bessvatnet et Gjende constitue l'un des paysages les plus photographiés du pays.